# Южна България (вестник)
„Южна България“ е вестник на Либералната партия в Източна Румелия. Издаван е в Пловдив от 6 януари 1883 до 31 август 1885 година. Главен редактор е Георги Бенев.
„Южна България“ поддържа генерал-губернатора Алеко Богориди и агитира безуспешно за преизбирането му. След 1884 г. е в опозиция на новия управител на Източна Румелия Гаврил Кръстевич.
Издателите на вестника поддържат идеята за национално обединение и подобряване на положението на българите под турска власт в Македония, но се противопоставят на съединението на Източна Румелия с Княжество България докато в Княжеството продължава Режимът на пълномощията (1881 – 1883). Напада Народната партия в Източна Румелия заради предизборната ѝ агитация за съединение през 1884 г. като нарича дейците ѝ „лъжесъединисти“.
Освен Бенев, в „Южна България“ пишат Иван Салабашев, Димитър Тончев, Захари Стоянов и други журналисти и общественици.